# エオナタトル
エオナタトル（学名: Eonatator）は、モササウルス科に属する絶滅した海トカゲの属。ハリサウルスと近縁であり、同じくハリサウルス亜科に属する。化石はアメリカ合衆国とコロンビアおよびスウェーデンの後期白亜紀の堆積層から産出している。元々はハリサウルス属に含まれていたが独立し、この2属のためにハリサウルス亜科が確立されることとなった。

## 発見と命名
エオナタトルの最初の化石はアメリカ合衆国のニオブララ累層で産出した。前期セノマニアン後期にあたるスウェーデン南部のクリシャンスタード盆地、カンパニアンにあたるコロンビアのラ・メサに位置する Oliní 層群 Nivel de Lutitas y Arenas ユニットから知られている。
エオナタトルという属名はギリシャ語で「夜明け」を意味する eos と「遊泳者」を意味する natator に由来し、「夜明けの遊泳者」を意味する。元々はエオナタトル・ステルンベルギ (E. sternbergii) ただ1種を含み、本種はニオブララ累層で1918年にタイプ標本を発見したチャールズ・ヘイゼリアス・スタンバーグと彼の息子レヴィの名誉を称えて命名された。2番目の種であるエオナタトル・コエレンシス (E. coellensis) は、発見地に近いコロンビアのトリマ県 Coello の街にちなんで命名された。

## 記載
エオナタトルは小型のモササウルス科爬虫類で、成体であるタイプ標本は全長わずか2.65メートルである。数多くのモササウルス科爬虫類と同様に主に魚類や小型海生爬虫類を捕食していた可能性が高い。エオナタトル・コエレンシスのタイプ標本 IGM p 881237 は完全な尾を欠いているが、保存された最末端の尾椎までで長さ2.8メートルであり、頭骨長は41.5センチメートルである。本種の標本は耳・首・胸部・腹部の軟組織が残っている点が特筆事項である。臀部の椎骨と第17脊椎の下には、一連の20個の小さい椎体と平たい骨があり、その長さはともに25センチメートルである。これはモササウルス上科の特徴を持ち、血道弓と前腹腔椎体を持つ3つの椎骨は、頭骨や歯がないため完全な同定は不可能であるが、これら小さな骨が本種の胚のものである可能性を示唆している。いずれにせよ、これは以前カルソサウルスといったモササウルス上科で報告された卵胎生の結果であると推察される。
Bardet et al. (2005), p. 465 ではエオナタトル・ステルンベルギは以下のように診断されている。
- 前上顎骨と上顎骨の側方縫合線が上顎骨の第9歯の後方で末端を迎える。
- 尾の長さが頭部と胴部の合計の長さの40%に及ぶ（モササウルス亜科に近い）。
- 尾椎の長さが幅を上回る。
- 大腿骨の長さが遠位幅の2倍である（クリダステスに近い）。

以下は固有派生形質。
- 滑らかな三角形の板状構造を持つ頭頂骨が遥か後方へ伸び、中型サイズの円形の孔が前頭骨と頭頂骨の縫合線からその直径の2倍の距離に位置し、前方と後方を2本の平行な隆起線に挟まれている。
- 丸みを帯びた方形骨に凹状の鼓膜の翼が存在する。
- 椎骨は頚椎が7本、脊椎が24本、臀部に4本、中央尾椎が28本、末端尾椎が41本以上存在する。
- 上腕骨の長さが遠位幅の約2.5倍である。

エオナタトル・コエレンシスに関しては以下の特徴がある。
- 外鼻孔が引っ込んでいる。
- 上顎骨には7-17本の歯が並ぶ。
- 前上顎骨と上顎骨の前方に短い吻がある。
- 前上顎骨と上顎骨の間に septomaxilla が存在する。
- 前前頭骨が外鼻孔の縁の大部分を形成する。
- 前頭骨の幅が広く、短い。
- 頭頂孔が前頭骨と頭頂骨の縫合線の近くに位置する。
- 頭頂骨の三角形の表面の中央に窪みが存在しする。
- 尾椎は22本である。

## 分類
多くのモササウルス科と同様に、本属の分類の歴史は複雑である。スウェーデンのウプサラのウプサラ大学古生物学研究室が所蔵するタイプ標本 UPI R 163 はほぼ完全な骨格であるが、元は Wiman によりクリダステス属に分類されており、さらにラッセルによりハリサウルス属へ再分類され、それゆえクリダステス・ステルンベルギはハリサウルス・ステルンベルギとなった。しかし1980年代の後半に、複数の古生物学者がハリサウルス・ステルンベルギは自身の属に属し、ハリサウルスは多系統群であると提案し始めた。
2005年にナタリー・バーデットらはハリサウルス・アランボウルギを記載するとともにハリサウルス・ステルンベルギを新属エオナタトル属として再分類し、新たな亜科であるハリサウルス亜科を確立した。
以下は小西卓哉らが2015年にフォスフォロサウルス・ポンペテレガンスの記載に際して行った系統解析に従うクラドグラムであり、当解析ではハリサウルス亜科内の関係が示されている。この解析で疑問名であるハリサウルス・オンコグナトゥスとプルリデンス属は除外されている。
|  | エオナタトル・ステルンベルギ                                                                                  |
|  | |
|  | \| \| フォスフォロサウルス・オルトリエビ \| \| \| \| \| \| フォスフォロサウルス・ポンペテレガンス \| \| \| \| |
|  | |
|  | フォスフォロサウルス・オルトリエビ                                                                            |
|  | |
|  | フォスフォロサウルス・ポンペテレガンス                                                                        |
|  | |

|  | フォスフォロサウルス・オルトリエビ     |
|  |                                        |
|  | フォスフォロサウルス・ポンペテレガンス |
|  |                                        |

|  | エオナタトル・ステルンベルギ                                                                                  |
|  | |
|  | \| \| フォスフォロサウルス・オルトリエビ \| \| \| \| \| \| フォスフォロサウルス・ポンペテレガンス \| \| \| \| |
|  | |
|  | フォスフォロサウルス・オルトリエビ                                                                            |
|  | |
|  | フォスフォロサウルス・ポンペテレガンス                                                                        |
|  | |

|  | フォスフォロサウルス・オルトリエビ     |
|  |                                        |
|  | フォスフォロサウルス・ポンペテレガンス |
|  |                                        |

|  | エオナタトル・ステルンベルギ                                                                                  |
|  | |
|  | \| \| フォスフォロサウルス・オルトリエビ \| \| \| \| \| \| フォスフォロサウルス・ポンペテレガンス \| \| \| \| |
|  | |
|  | フォスフォロサウルス・オルトリエビ                                                                            |
|  | |
|  | フォスフォロサウルス・ポンペテレガンス                                                                        |
|  | |

|  | フォスフォロサウルス・オルトリエビ     |
|  |                                        |
|  | フォスフォロサウルス・ポンペテレガンス |
|  |                                        |

|  | エオナタトル・ステルンベルギ                                                                                  |
|  | |
|  | \| \| フォスフォロサウルス・オルトリエビ \| \| \| \| \| \| フォスフォロサウルス・ポンペテレガンス \| \| \| \| |
|  | |
|  | フォスフォロサウルス・オルトリエビ                                                                            |
|  | |
|  | フォスフォロサウルス・ポンペテレガンス                                                                        |
|  | |

|  | フォスフォロサウルス・オルトリエビ     |
|  |                                        |
|  | フォスフォロサウルス・ポンペテレガンス |
|  |                                        |